# Bartley (Nebraska)
Bartley es una villa ubicada en el condado de Red Willow en el estado estadounidense de Nebraska. En el Censo de 2010 tenía una población de 283 habitantes y una densidad poblacional de 156,99 personas por km².

## Geografía
Bartley se encuentra ubicada en las coordenadas 40°15′9″N 100°18′35″O / 40.25250, -100.30972. Según la Oficina del Censo de los Estados Unidos, Bartley tiene una superficie total de 1.8 km², de la cual 1.8 km² corresponden a tierra firme.

## Demografía
Según el censo de 2010, había 283 personas residiendo en Bartley. La densidad de población era de 156,99 hab./km². De los 283 habitantes, Bartley estaba compuesto por el 98.23% caucásicos, el 0.71% eran amerindios, el 0.71% eran de otras razas y el 0.35% pertenecían a dos o más razas. Del total de la población el 2.83% eran hispanos o latinos de cualquier raza.